# Köksu (rzeka)
Köksu (w górnym biegu Karaaryk; kaz.: Көксу; Қараарық; ros.: Коксу, Koksu; Караарык, Karaaryk) – rzeka we wschodnim Kazachstanie, lewy dopływ rzeki Karatał w zlewisku jeziora Bałchasz. Długość - 205 km, powierzchnia zlewni - 4670 km², średni przepływ (46 km od ujścia) - 57 m³/s.
Wypływa na południowo-zachodnich stokach Dżungarskiego Ałatau, płynie na zachód i uchodzi do rzeki Karatał na granicy gór i Kotliny Bałchasko-Ałakolskiej.